# Theodor Nussbaum
Theodor Nussbaum (29. prosince 1880 Boskovice – 31. října 1965 Uherské Hradiště) byl český soudce, v letech 1940 až 1944 druhý a poté do roku 1946 první prezident Nejvyššího soudu, byl také členem Ústavního soudu Československé republiky.

## Rodina
Narodil se v Boskovicích v domě čp. 76/3, jeho otec byl Antonín Nussbaum, kancelista okresního soudu v Boskovicích a později kancelářský ředitel vrchního zemského soudu v Brně, a matka Marianna Nussbaumová, rozená Svobodová. Měl sestru Marii, provdanou Fialovou. Celá jejich rodina se hlásila k české národnosti (sčítání obyvatel v roce 1900), zápisy v matrice narození i sňatkové jsou psány česky. Státním příslušníkem byl zpočátku Rakouska-Uherska, později státním příslušníkem Československa. 6. února 1910 se v Brně oženil s Irenou Kancnýřovou, dcerou Bedřicha Kancnýře. V Brně žil na adresách Eichhorngasse (Veveří) čp. 57 a náměstí Aloise Konečného (Konečného náměstí) čp. 1.

## Život a působení
Maturoval na Prvním českém gymnáziu v Brně v roce 1899, poté studoval práva na Právnické fakultě Vídeňské univerzity. Jako c. k. okresní soudce je Theodor Nussbaum doložen k roku 1910 ve Slavkově u Brna. Po vzniku Československa působil do roku 1923 na ministerstvu spravedlnosti, poté se stal soudním radou Nejvyššího soudu v Brně, kde byl v roce 1937 zvolen senátním prezidentem. Věnoval se trestní agendě. Byl též vyslán k Ústavnímu soudu, kde 10. května 1938 složil slib a za člena byl zvolen 13. února 1939. Členem Ústavního soudu zůstal i po okupaci nacistickým Německem.
Za protektorátu měla justice zůstat v českých rukách. Pro tuto funkci byl Theodor Nussbaum předurčen, protože byl vlastenec a práva vystudoval ve Vídni. V roce 1940 se stal druhým a v roce 1944 prvním prezidentem Nejvyššího soudu (do té doby byla funkce prvního prezidenta neobsazena, soud proto vedl Nussbaum nejdříve jako služebně nejstarší předseda senátu a poté z titulu druhého prezidenta – místopředsedy). Ve své funkci přetrval až do konce druhé světové války také díky tomu, že centrála gestapa byla vybombardovaná.[zdroj?] Soudcem Nejvyššího soudu byl i poté, co jej roku 1946 ve funkci předsedy nahradil Ivan Dérer. Zůstal jím stejně jako ústavním soudcem až do roku 1948, kdy se z politických a morálních důvodů nechal předčasně penzionovat.
Veřejného života se účastnil v moravsko-slezském odboru Československé myslivecké jednoty (předsedou v letech 1945–1948), v Jednotě českých právníků a v Právnické jednotě moravské (od roku 1947 starosta). Po převratu v únoru 1948 byl z Brna vykázán a trvalé bydliště našel po počátečních těžkostech v Uherském Hradišti. Pochován je v Uherském Hradišti – Mařaticích.